# Космічна струна
Космічна струна — гіпотетичний просторово одновимірний топологічний дефект в різноманітних полях, як то електромагнітні, гравітаційні та інші. Космічні струни гіпотетично мають формуватися за умов коли поле зазнає фазових переходів в різних областях простору-часу, що зумовлює збільшення або ж конденсацію густини енергії на границях областей за аналогією з дефектами, які виникають при замерзанні рідин між новоутвореними кришталиками льоду. Фазові переходи, які могли викликати появу космічних струн можливо відбулись на початкових етапах еволюції Всесвіту. Яскравим прикладом таких переходів є процес відокремлення взаємодій (сильної, слабкої, електромагнітної, гравітаційної) в міру охолодження Всесвіту.
Якщо космічні струни існують, вони мають бути надзвичайно тонкими, з діаметром близьким до розміру протона. Попри це, вони матимуть надзвичайно велику густину, внаслідок чого можуть бути об'єктами астрономічних спостережень через ефекти лінзування. Космічна струна довжиною 1,6 кілометра може бути важчою за Землю. Однак Загальна теорія відносності передбачає нівелювання гравітаційного потенціалу прямої струни: відсутній гравітаційний вплив на навколишню речовину. Єдиним гравітаційним ефектом прямої космічної струни є відносний вигин речовини або світла, які оминають струну з протилежних боків - чистий топологічний ефект. Закрита циклічна космічна струна демонструє більш класичні ефекти гравітаційної взаємодії. Впродовж розширення Всесвіту, мали формуватися множини циклічних космічних струн, і їхня гравітація могла сприяти утворенню осередків речовини, з яких в подальшому формувались скупчення галактик.
Осциляції космічних струн, зі швидкістю близькою до швидкості світла, можуть спричинити утворення з частини струни ізольованого циклічного утворення. Ці утворення мають скінченний час життя внаслідок розпаду через втрату енергії шляхом гравітаційного випромінювання.
Інші типи топологічних дефектів у просторі-часі — доменні стінки, монополі, текстури.